# Tisens
Tisens (Italiaans: Tesimo) is een gemeente in de Italiaanse provincie Zuid-Tirol (regio Trentino-Zuid-Tirol) en telt 1965 inwoners (31-12-2018). De oppervlakte bedraagt 39,18 km², de bevolkingsdichtheid is 50 inwoners per km².

## Geografie
De gemeente ligt op ongeveer 635 m boven zeeniveau.
Tisens grenst aan de volgende gemeenten: Gargazon, Lana, Nals, Sankt Pankraz en Unsere Liebe Frau im Walde-Sankt Felix.
Hoofdplaats van de gemeente is Tisens (Tesimo), de volgende Fraktionen maken ook deel uit van de gemeente:
- Gfrill (Caprile)
- Grissian (Grissiano)
- Naraun (Narano)
- Platzers (Piazzoles)
- Prissian (Prissiano)
- Schernag